# Cornelius Righter
Cornelius Erwin „Swede” Righter (Campbell, Kalifornia, 1897. március 7. – Englewood, Ohio, 1985. augusztus 30.) olimpiai bajnok amerikai       rögbijátékos.
Az 1920. évi nyári olimpiai játékokon az amerikai rögbicsapatban játszott és olimpiai bajnok lett.
Az egyetem elvégzése után kosárlabda-, atlétika- és amerikaifutball-edző volt egyetemeken és középiskolákban.